# Gesta Regum Anglorum
Gesta Regum Anglorum ("fets dels reis dels anglesos") originalment titulada De Gestis Regum Anglorum ("sobre els fets dels reis dels anglesos"), i anglizada com The Chronicles o The History of the Kings of England és una crònica dels reis d'Anglaterra de començaments del segle xii escrita per William of Malmesbury. És una obra paral·lela a la seva Gesta Pontificum Anglorum (fets dels bisbes dels anglesos) i va ser continuada per la seua Historia Novella, que reprèn el registre de fets per diversos anys més.